# Sifra (vzw)
Sifra is een Vlaamse vzw die ondersteuning geeft aan ongewenst zwangere (vooral jongere) vrouwen. De naam verwijst naar de Bijbelse vroedvrouw Sifra.
De bezieler en oprichtster van de beweging was de psychologe Trees Dehaene. Bij de oprichting begin jaren 1970 wilde men een alternatief op christelijke grondslag bieden voor de oprukkende abortuspraktijk. Vanuit katholieke hoek, en dan vooral van de zijde van CVP-politici, rees hiertegen verzet.
Men gaf vrouwen materiële steun, maar vooral ook psychologische ondersteuning, zodat ze hun kind konden behouden en ook een toekomst bieden, ook al leek aanvankelijk de situatie uitzichtloos. Zelfs bood men hen de mogelijkheid van tijdelijk onderdak en de kans (anoniem) te bevallen. Tevens werd zo nodig naar opvang (bijvoorbeeld adoptie) voor het kind gezocht. Begin 21e eeuw is de werking eerder beperkt tot een luistertelefoon.